# Bayfield Beach (plaża)
Bayfield Beach – plaża (beach) w kanadyjskiej prowincji Nowa Szkocja, w hrabstwie Antigonish, na północny zachód od miejscowości Bayfield (45°38′07″N, 61°45′08″W); nazwa urzędowo zatwierdzona 8 marca 1976.